# Orlando Urdaneta
Orlando Urdaneta (Maracaibo, 14 ottobre 1946) è un attore venezuelano.
Egli è uno dei più aperti critici del presidente Hugo Chávez e per paura di ritorsioni da parte della Bolivariana Circles, decise di vivere in esilio a Miami.

## Filmografia

### Cinema
- Cuando quiero llorar no lloro, regia di Mauricio Walerstein (1973)
- Crónica de un subversivo latinoamericano, regia di Mauricio Walerstein (1975)
- Una città fatta di rabbia (Canción mansa para un pueblo bravo), regia di Giancarlo Carrer (1976)
- Febbre di donna (Fiebre), regia di Alfredo Anzola, Juan Santana e Fernando Toro (1976)
- Compañero Augusto, regia di Enver Cordido (1976)
- Los tracaleros, regia di Alfredo Lugo (1977)
- El pez que fuma, regia di Román Chalbaud (1977)
- I gabbiani volano basso, regia di Giorgio Cristallini (1977)
- Pa mí tú estás loco, regia di César Cortez (1978)
- I predatori della savana (Savana - Sesso e diamanti), regia di Guido Leoni (1978)
- El fascista, la beata y su hija desvirgada, regia di Joaquín Coll Espona (1979)
- Il massacro della Guyana (Guyana: Crime of the Century), regia di René Cardona Jr. (1979)
- Virginidad perdida, regia di Joaquín Coll Espona (1979)
- El crimen del penalista, regia di Clemente de la Cerda (1979)
- I guerrieri del terrore (Traficantes de pánico), regia di René Cardona Jr. (1980)
- Perro de alambre, regia di Manuel Caño (1980)
- Verano salvaje, regia di Enrique Gómez Vadillo (1980)
- Historias de amor y brujería, regia di Carlo Cosmi (1980)
- Cangrejo, regia di Román Chalbaud (1982)
- Macho y hembra, regia di Mauricio Walerstein (1984)
- La hora Texaco, regia di Eduardo Barberena (1985)
- El atentado, regia di Thaelman Urgelles (1985)
- Una noche oriental, regia di Miguel Curiel (1986)
- El escándalo, regia di Carlos Oteyza (1987)
- Secret (El secreto), regia di Luis Armando Roche (1988)
- Profundo, regia di Antonio Llerandi (1988)
- El compromiso, regia di Roberto Siso (1988)
- L'aventure extraordinaire d'un papa peu ordinaire, regia di Philippe Clair (1990)
- Carlito's Way, regia di Brian De Palma (1993)
- Aire Libre, regia di Luis Armando Roche (1996)
- Pandemonium, la capital del infierno, regia di Román Chalbaud (1997)
- Salserín, regia di Luis Alberto Lamata (1997)
- 100 años de perdón, regia di Alejandro Saderman (1998)
- Manuela Sáenz, regia di Diego Rísquez (2000)

### Televisione (parziale)
- La Zulianita – serial TV, 3 episodi (1977)